# Arundel (Québec)
Pour les articles homonymes, voir Arundel.
Arundel est une municipalité de canton du Québec, située dans la région administrative des Laurentides et la municipalité régionale de comté Les Laurentides. Ses habitants sont les Arundelites.

## Toponymie
Le toponyme « Arundel » provient du nom d'une petite ville anglaise du Sussex de l'Ouest.

## Histoire
Les premiers colons s'installèrent en 1858 lorsque William Staniforth y fit construire une scierie. La majorité étaient originaires du Yorkshire.

## Géographie
La rivière Rouge délimite l'ouest de la municipalité du nord au sud. La rivière Beaven traverse le sud-est de la municipalité vers l'ouest, du lac Beaven jusqu'à sa confluence avec la rivière Rouge dans le sud-ouest.

## Démographie
| 1991 | 1996 | 2001 | 2006 | 2011 | 2016 | 2021 |
| ---- | ---- | ---- | ---- | ---- | ---- | ---- |
| 555  | 533  | 555  | 601  | 604  | 563  | 577  |

## Administration
Les élections municipales se font en bloc pour le maire et les six conseillers.
| Arundel Maires depuis 2001                                                                                           |                       |         |          |
| Élection | Maire                 | Qualité | Résultat |
| 2001 | David Flanagan        |         | Voir     |
| 2005 | Johanna Earle         |         | Voir     |
| 2009 | Julia Stuart          |         | Voir     |
| 2013 | Guylaine Berlinguette |         | Voir     |
| 2017 | Pascale Blais         |         | Voir     |
| 2021 | Pascale Blais         | Voir    |          |
| Élection partielle en italique Depuis 2005, les élections sont simultanées dans toutes les municipalités québécoises |                       |         |          |

## Éducation
La Commission scolaire Sir-Wilfrid-Laurier gère les établissements scolaires anglophones de la région:
- École primaire Arundel[5]
- Académie Sainte-Agathe (pour école secondaire seulement) à Sainte-Agathe[6]